# ХК Торпедо
Торпедо Нижњи Новгород (рус. Торпедо Нижний Новгород) је професионални руски хокејашки клуб из града Нижњи Новгород који се такмичи у Континенталној хокејашкој лиги. Клуб је основан 1946. године а од 2008. члан је дивизије Тарасов и Западне конференције КХЛ лиге.

## Играчки кадар
Закључно са 15. децембром 2011.
| Голмани |                           |                        |                    |
| Број    | Држава                    | Име                    | Датум рођења       |
| 31      | Белорусија · Русија       | Витали Коваљ           | 31. март 1980.     |
| 45      | Русија                    | Александар Фомичов     | 19. фебруар 1979.  |
| 58      | Финска                    | Пека Туокола           | 22. октобар 1983.  |
| Одбрана |                           |                        |                    |
| Број    | Држава                    | Име                    | Датум рођења       |
| 3       | Русија                    | Михаил Тјуљапкин       | 4. мај 1984.       |
| 4       | Русија                    | Дмитри Воробјов        | 18. октобар 1985.  |
| 11      | Финска                    | Јусо Хиетанен          | 14. јун 1985.      |
| 14      | Русија                    | Владимир Маљењких      | 1. октобар 1980.   |
| 36      | Русија                    | Јевгениј Варламов      | 7. децембар 1976.  |
| 41      | Русија                    | Алексеј Васиљев        | 1. септембар 1977. |
| 48      | Русија                    | Сергеј Розин           | 13. јун 1977.      |
| 49      | Белорусија · Русија       | Денис Грот             | 6. јануар 1984.    |
| 77      | Русија                    | Александар Јевсејенков | 2. октобар 1985.   |
| Напад   |                           |                        |                    |
| Број    | Држава                    | Име                    | Датум рођења       |
| 8       | Русија                    | Симјон Валујски        | 10. фебруар 1991.  |
| 9       | Русија                    | Дмитри Клопов          | 7. октобар 1989.   |
| 10      | Русија                    | Владимир Галузин       | 6. август 1988.    |
| 15      | Русија                    | Андреј Никитенко       | 13. јануар 1979.   |
| 16      | Русија                    | Владимир Горбунов      | 22. април 1982.    |
| 17      | Русија                    | Иља Крикунов           | 27. фебруар 1984.  |
| 18      | Русија                    | Михаил Варнаков        | 1. март 1985.      |
| 19      | Сједињене Америчке Државе | Рајан Веске            | 7. април 1982.     |
| 23      | Русија                    | Александар Горошански  | 28. март 1986.     |
| 24      | Русија                    | Максим Потапов         | 25. мај 1980.      |
| 25      | Русија                    | Руслан Зајнулин        | 14. фебруар 1982.  |
| 26      | Шведска                   | Роберт Нилсон          | 10. јануар 1985.   |
| 32      | Русија                    | Александар Романовски  | 8. јул 1987.       |
| 33      | Русија                    | Дмитри Макаров         | 6. децембар 1983.  |
| 57      | Русија                    | Роман Коњков           | 4. март 1993.      |
| 67      | Шведска                   | Мартин Тернберг        | 6. август 1983.    |
| 83      | Канада                    | Мет Елисон             | 8. децембар 1983.  |
| 89      | Русија                    | Алексеј Потапов        | 2. март 1989.      |
| 98      | Белорусија · Русија       | Алексеј Угаров         | 2. јануар 1985.    |